# Ephebopus foliatus
Ephebopus foliatus là một loài nhện trong họ Theraphosidae.
Loài này thuộc chi Ephebopus. Ephebopus foliatus được miêu tả năm 2008 bởi West et al..